# Bommen op Belgrado

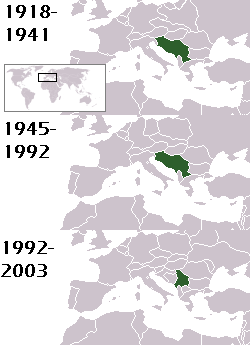
De ligging van de Joegoslavië in Oost-Europa.

Het uiteenvallen van Joegoslavië.

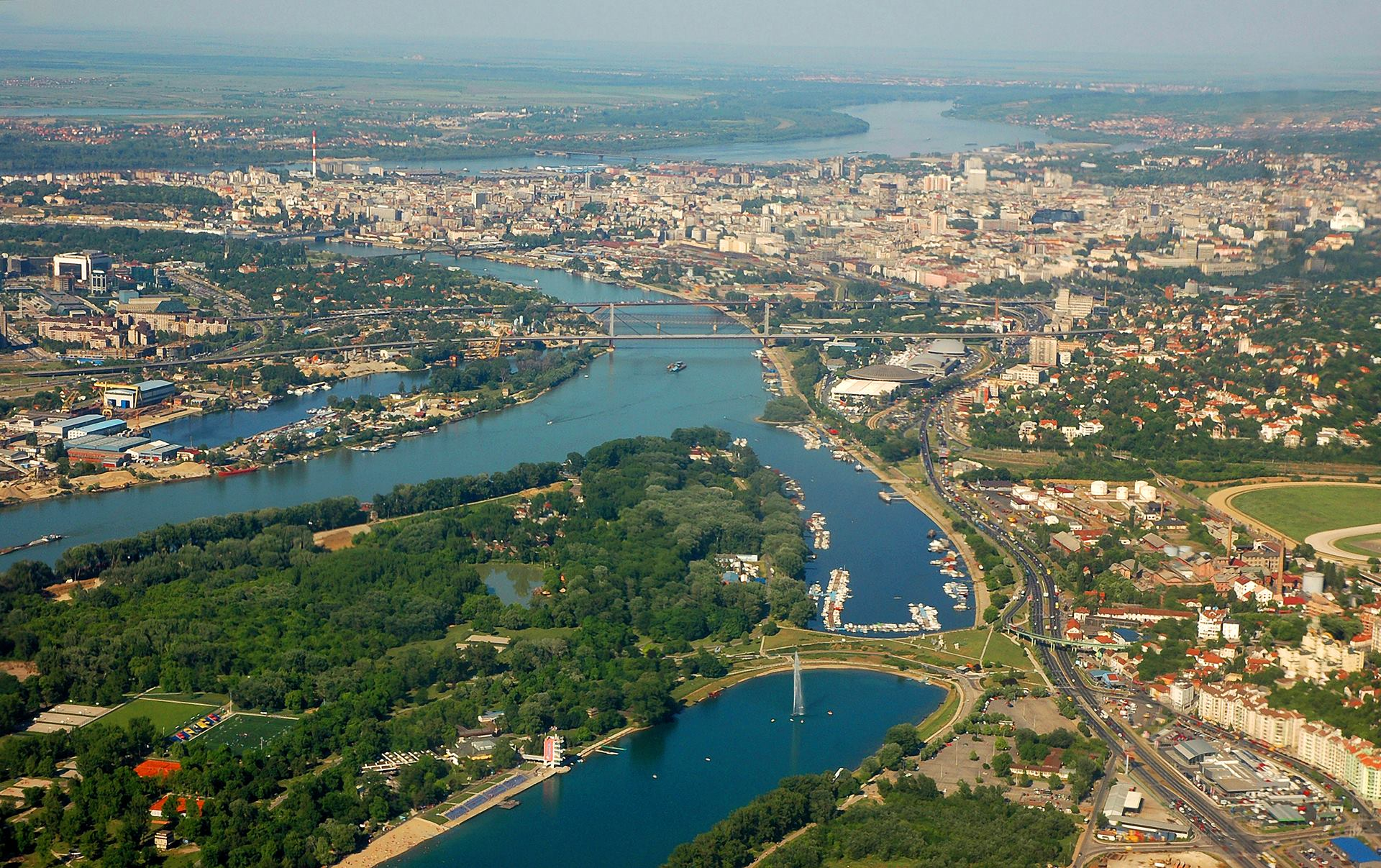
Een luchtfoto van de hoofdstad Belgrado.

Bommen op Belgrado is een spionageroman van auteur Gérard de Villiers en is het 136e deel uit de S.A.S.-reeks met als protagonist de Oostenrijkse prins en freelance CIA-agent Malko Linge.

## Het verhaal
Slobodan Milošević heeft sinds zijn aantreden als president van Joegoslavië Kosovo proberen te ontdoen van islamitische elementen, waarbij schending van de mensenrechten niet wordt geschuwd, wat hem op kritiek van zowel de Europese Unie als de Verenigde Staten kwam te staan. Milošević bleef echter de toegang van buitenlandse troepen tot Kosovo weigeren.
Om zich van Milošević te ontdoen ontwikkelde de Britse Secret Intelligence Service (MI6) een plan. MI6 wil Milošević onder een tapijt van bommen laten omkomen en zich hiermee in één klap van alle politieke problemen tussen Servië en de rest van de wereld ontdoen. Om het plan te laten slagen is echter de locatie van de exacte verblijfplaats van Milošević noodzakelijk.
Voordat de SIS het plan in gang kan zetten, raakt zij betrokken bij een incident met als gevolg dat het plan niet ten uitvoer kan worden gebracht. De SIS besluit de CIA te benaderen om het door hen ontwikkelde plan alsnog tot uitvoer te brengen.
Malko vertrekt naar Belgrado om de verblijfplaatsen van Milošević te achterhalen en deze met satellietbakens te markeren voor geleide wapens.
Helaas wordt Malko op de voet gevolgd door de Joegoslavische geheime dienst RDB en zijn zij geheel op de hoogte van zijn doen en laten. Zal Malko erin slagen zijn doel te bereiken?

## Personages
- Malko Linge, een Oostenrijkse prins en CIA-agent;